# Hipocondrio
En anatomía, el hipocondrio (del griego úποχóνδριονm, "bajo el cartílago") es la región abdominal superior y lateral, a cada lado de la región epigástrica, sobre y debajo de las costillas falsas.
En el hipocondrio izquierdo se encuentra el bazo y la flexura esplénica del colon. En el hipocondrio derecho se encuentra el hígado, la flexura hepática del colon ascendente, la vesícula biliar, el colédoco en los planos superiores y las venas suprahepáticas en su tránsito hacia la desembocadura de la vena cava inferior.